# Стеценко, Константин Васильевич
Константин Васильевич Стеценко (21 мая 1862, Кронштадт — 26 сентября 1920) — русский адмирал, начальник Главного морского штаба в 1914—1916 годах.

## Биография
Константин Стеценко был старшим сыном героя севастопольской обороны адмирала Василия Александровича Стеценко. 16 сентября 1875 года он поступил в Морское училище, которое окончил 12 апреля 1881 года с производством в гардемарины.
31 мая 1882 года он был произведён в мичманы, 13 октября того же года поступил в Минный офицерский класс, который закончил 16 сентября следующего года с зачислением в минные офицеры 2-го разряда.
В 1884—1885 годах Стеценко находился в плавании по Средиземному морю. В 1886 году он вёл пристрелку мин Уайтхеда на минной станции в Кронштадте. В том же году поступил на гидрографическое отделение Николаевской морской академии, которую окончил через два года с производством 27 апреля 1888 года в чин лейтенанта.
В 1892—1893 годах на крейсере «Рында» он совершил плавание в Тихий океан, и во время визита русской эскадры под командованием контр-адмирала Ф. К. Авелана во Францию был награждён орденом Почётного легиона кавалерского креста.
14 февраля 1896 года Стеценко был зачислен в минные офицеры 1-го разряда. В том же году он поступил на курс военно-морских наук Военно-морской академии и был награждён серебряной медалью «В память царствования Императора Александра III». В следующем году он закончил своё обучение в академии и был награждён прусским орденом Короны  3-й степени и французским Академических пальм степени офицера академии. В том же году в должности старшего флаг-офицера штаба начальника отряда судов Балтийского моря Константин Васильевич посетил Великобританию на борту крейсера «Россия» и участвовал в праздновании 60-летнего юбилея правления английской королевы Виктории.
В 1898—1899 годах Стеценко занимал должность флаг-офицера штаба командующего отдельным отрядом судов в Средиземном море. Во время плавания по Средиземному морю он посетил с дружественными визитами ряд стран и был награждён черногорским орденом князя Даниила, греческим орденом Спасителя офицерского креста, тунисским орденом Нишан-Ифтикар офицерского креста, турецким орденом Меджидие  3-й степени. 6 декабря 1899 года Стеценко был произведён в капитаны 2-го ранга и назначен командиром парохода «Онега».
В 1900—1901 годах в должности флаг-капитан начальника эскадры Тихого океана Стеценко участвовал в подавлении Боксерского восстания в Китае, за что был награждён орденом Св. Станислава 2-й степени, французским орденом Почётного легиона  офицерского креста, австрийским орденом Франца-Иосифа командорского креста, итальянским орденом Св. Маврикия и Лазаря  офицерского креста, японским орденом Священного сокровища  3-го класса и медалью «За поход в Китай». В 1901 году за совершение 20-ти шестимесячных морских компаний он был также награждён орденом Св. Владимира 4-й степени с бантом.
В 1903—1904 годах Стеценко занимал должность флаг-капитана командующего соединёнными отрядами обороны побережья Балтийского моря.
С началом русско-японской войны Стеценко был назначен флаг-капитаном штаба командующего флота Тихого океана вице-адмирала Н. И. Скрыдлова. Находясь во Владивостоке, он занимался планированием боевых операций русской эскадры. 7 февраля 1905 года он был награждён орденом Св. Анны 2-й степени с мечами. С 22 июня 1905 года он временно исполнял обязанности начальника канцелярии по морской части при Главнокомандующем всеми сухопутными и морскими силами в Маньчжурии.
После окончания русско-японской войны Стеценко был назначен командиром крейсера «Аскольд». 2 апреля 1906 года был произведён в капитаны 1-го ранга. 28 августа 1906 года назначен командиром строящегося в Великобритании крейсера «Рюрик», по достройке которого в 1908 году совершил переход на нём в Кронштадт.
В 1909 года назначен начальником штаба действующего флота Балтийского моря. 18 апреля 1910 года произведён в контр-адмиралы. 11 октября 1911 года назначен командующим Сибирской военной флотилией. В 1913 году награждён орденами Св. Станислава 1-й степени и Св. Анны 1-й степени. 14 апреля того же года был произведён в вице-адмиралы и назначен состоять при морском министре адмирале И. К. Григоровиче. 17 апреля 1914 года назначен начальником Главного морского штаба. В 1915 году награждён орденом Св. Владимира 2-й степени. В 1916 году произведён в адмиралы и награждён орденом Белого Орла.
7 марта 1917 года назначен членом Адмиралтейств-совета, а 15 июня того же года уволен от должности по болезни.
После Октябрьской революции Константин Васильевич служил в должности старшего архивиста 2-го отделения III Секции Единого государственного архивного фонда (ЕГАФ). Скончался в Петрограде, похоронен на кладбище Александро-Невской лавры.